# Chappes (Aube)
Chappes és un municipi francès situat al departament de l'Aube i a la regió del Gran Est. L'any 2007 tenia 306 habitants.

## Demografia

### Població
El 2007 la població de fet de Chappes era de 306 persones. Hi havia 122 famílies de les quals 34 eren unipersonals (21 homes vivint sols i 13 dones vivint soles), 38 parelles sense fills, 46 parelles amb fills i 4 famílies monoparentals amb fills.
La població ha evolucionat segons el següent gràfic:
Habitants censats

### Habitatges
El 2007 hi havia 161 habitatges, 132 eren l'habitatge principal de la família, 24 eren segones residències i 4 estaven desocupats. 160 eren cases i 1 era un apartament. Dels 132 habitatges principals, 108 estaven ocupats pels seus propietaris, 18 estaven llogats i ocupats pels llogaters i 6 estaven cedits a títol gratuït; 1 tenia una cambra, 4 en tenien dues, 33 en tenien tres, 35 en tenien quatre i 60 en tenien cinc o més. 59 habitatges disposaven pel capbaix d'una plaça de pàrquing. A 67 habitatges hi havia un automòbil i a 52 n'hi havia dos o més.

### Piràmide de població
La piràmide de població per edats i sexe el 2009 era:
| Homes | Edats   | Dones |
| ----- | ------- | ----- |
| 0     | 95 o +  | 0     |
| 0     | 90 a 94 | 0     |
| 4     | 85 a 89 | 8     |
| 4     | 80 a 84 | 4     |
| 12    | 75 a 79 | 4     |
| 4     | 70 a 74 | 8     |
| 8     | 65 a 69 | 12    |
| 8     | 60 a 64 | 0     |
| 8     | 55 a 59 | 8     |
| 4     | 50 a 54 | 4     |
| 4     | 45 a 49 | 16    |
| 16    | 40 a 44 | 12    |
| 4     | 35 a 39 | 12    |
| 8     | 30 a 34 | 0     |
| 12    | 25 a 29 | 4     |
| 16    | 20 a 24 | 4     |
| 4     | 15 a 19 | 16    |
| 12    | 10 a 14 | 12    |
| 8     | 5 a 9   | 0     |
| 8     | 0 a 4   | 0     |

## Economia
El 2007 la població en edat de treballar era de 199 persones, 155 eren actives i 44 eren inactives. De les 155 persones actives 142 estaven ocupades (81 homes i 61 dones) i 13 estaven aturades (7 homes i 6 dones). De les 44 persones inactives 12 estaven jubilades, 12 estaven estudiant i 20 estaven classificades com a «altres inactius».

### Ingressos
El 2009 a Chappes hi havia 125 unitats fiscals que integraven 306 persones, la mediana anual d'ingressos fiscals per persona era de 18.656 €.

### Activitats econòmiques
Dels 11 establiments que hi havia el 2007, 1 era d'una empresa extractiva, 4 d'empreses de construcció, 1 d'una empresa de comerç i reparació d'automòbils, 1 d'una empresa de transport, 2 d'empreses immobiliàries i 2 d'empreses classificades com a «altres activitats de serveis».
Dels 4 establiments de servei als particulars que hi havia el 2009, 2 eren paletes, 1 lampisteria i 1 agència immobiliària.
L'únic establiment comercial que hi havia el 2009 era una sabateria.
L'any 2000 a Chappes hi havia 4 explotacions agrícoles.

## Equipaments sanitaris i escolars
El 2009 hi havia una escola elemental integrada dins d'un grup escolar amb les comunes properes formant una escola dispersa.

## Poblacions més properes
El següent diagrama mostra les poblacions més properes.